# Centroplacaceae
Centroplacaceae is een botanische naam, voor een familie van tweezaadlobbige planten. Een familie onder deze naam wordt zelden erkend door systemen voor plantentaxonomie, maar wel door de Angiosperm Phylogeny Website [16 juli 2009] en het APG III systeem (2009), alwaar ze in de orde Malpighiales geplaatst wordt.
Het gaat dan om een kleine familie die bestaat uit Centroplacus en Bhesa.